# Джон Кіль
Джон Алва Кіль (англ. John Alva Keel 1930–2009) — американський журналіст, містик та уфолог. Він увів в уфологію і масову культуру термін «Люди в чорному» (англ. Men in Black .

## Біографія
Кіль вперше опублікувався у віці 12 років в провінційному журналі, присвяченому магії. Далі працював сценаристом на радіо і телебаченні, публікувався в різних газетах. Потім служив в американській військовій інформаційній службі (American Forces Network) у Франкфурті-на-Майні (Німеччина). Після звільнення з лав збройних сил працював на радіо іноземним кореспондентом у Франції, Німеччині, Італії та Єгипті. Член Гільдії сценаристів, написав сценарії ряду телесеріалів («Будь кмітливим», «Загублені в космосі» (1965—1968)).
Перша стаття з уфології вийшла в 1945 р, хоча за власним зізнанням, Кіль вперше особисто спостерігав НЛО лише в 1954 році. У 1957 р вийшла його перша книга Jadoo, присвячена індійським йогам, їхнім паранормальним здібностям, а також єті . У 1966 році він познайомився з уфологами Іваном Сандерсом і Еме Мішелем, і став послідовником Чарльза Форта. У 1967 році в статті для чоловічого журналу «Сага» він вперше ввів термін «Люди в чорному». Популярність прийшла до нього після публікації книги «НЛО: Операція „Троянський кінь“» (UFOs: Operation Trojan Horse, 1970). Кіль в своєму журналістському розслідуванні відкинув інопланетну версію НЛО, заявивши, що НЛО є складним феноменом, відбитим в містичних і релігійних уявленнях людства. Книга створила йому скандальну славу, хоча Кіль не вважав себе професійним уфологом. На одному з уфологічних конвентів, в 1971 році Кіль був удостоєний титулу «Уфолог року». 13 квітня 2006 році в нього стався інфаркт, проте він був успішно прооперований. Помер 2009 року в Нью-Йорк.